# Charles Trevelyan, 3. Baronet

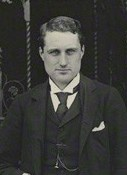
Charles Trevelyan, 1899

Sir Charles Philips Trevelyan, 3. Baronet PC (* 28. Oktober 1870; † 24. Januar 1958) war ein britischer Adeliger und Politiker.

## Leben und Wirken
Trevelyan wurde 1870 als ältester Sohn von Sir George Trevelyan, 2. Baronet und dessen Gattin Caroline Philipps geboren. Sein jüngster Bruder war der Historiker G. M. Trevelyan. Beim Tod seines Vaters erbte er 1928 dessen 1874 geschaffenen Adelstitel Baronet, of Wallington in the County of Northumberland.
1899 wurde Trevelyan bei einer Nachwahl für den Wahlkreis Elland in Yorkshire in das Unterhaus des britischen Parlaments gewählt. Seinen Sitz im Unterhaus für Yorkshire konnte er bis zu den Unterhauswahlen vom Dezember 1918, in denen er infolge der Spaltung der Liberal Party in zwei Flügel um den früheren Premierminister Asquith bzw. dessen Nachfolger David Lloyd George erfolglos für die Independent Labour Party antrat, halten.
1922 gelang es Trevelyan, als Abgeordneter für den Wahlkreis Newcastle Central, nun als regulärer Kandidat der Labour Party, ins Unterhaus zurückzukehren. Nachdem sein Abgeordnetenmandat in den Wahlen von 1924 und 1929 noch zweimal verlängert worden war, schied er 1931 aus dem Parlament aus.
1939 wurde Trevelyan, wie auch Stafford Cripps und Aneurin Bevan, zeitweise aus der Labour Party ausgeschlossen, nachdem er sich öffentlich für die Bildung einer Volksfront unter Einschluss der Kommunisten gegen den deutschen Nationalsozialismus starkgemacht hatte. 
Zu den hohen Ämtern, die Trevelyan erreichte, zählten unter anderem das Amt des Parlamentarischen Sekretärs im Erziehungsministerium (1908–1914), das Amt des Erziehungsministers in der zweiten Regierung MacDonald (Juni 1929 bis März 1931) sowie das Amt des Lord Lieutenant von Northumberland von 1930 bis 1949.

## Familie und Nachkommen
Aus Trevelyans Ehe mit Marie Katherine Bell, einer Tochter von Sir Thomas Bell, 2. Baronet, gingen sechs Kinder hervor, darunter der erstgeborene George Lowthian Trevelyan, den er enterbte.